# Churcham
Churcham é uma paróquia e aldeia de Forest of Dean, no condado de Gloucestershire, na Inglaterra. De acordo com o Censo de 2011, tinha 655 habitantes. Tem uma área de 13,1 km².